# Decize
Decize és un municipi francès, situat al departament del Nièvre i a la regió de Borgonya - Franc Comtat. L'any 2013 tenia 5.689 habitants.

## Demografia

### Població
El 2007 la població de fet de Decize era de 5.903 persones. Hi havia 2.889 famílies, de les quals 1.240 eren unipersonals (535 homes vivint sols i 705 dones vivint soles), 904 parelles sense fills, 494 parelles amb fills i 251 famílies monoparentals amb fills.
La població ha evolucionat segons el següent gràfic:
Habitants censats

### Habitatges
El 2007 hi havia 3.423 habitatges, 2.926 eren l'habitatge principal de la família, 94 eren segones residències i 403 estaven desocupats. 1.924 eren cases i 1.466 eren apartaments. Dels 2.926 habitatges principals, 1.515 estaven ocupats pels seus propietaris, 1.249 estaven llogats i ocupats pels llogaters i 162 estaven cedits a títol gratuït; 92 tenien una cambra, 364 en tenien dues, 727 en tenien tres, 901 en tenien quatre i 843 en tenien cinc o més. 1.819 habitatges disposaven pel capbaix d'una plaça de pàrquing. A 1.587 habitatges hi havia un automòbil i a 728 n'hi havia dos o més.

### Piràmide de població
La piràmide de població per edats i sexe el 2009 era:
| Homes | Edats   | Dones |
| ----- | ------- | ----- |
| 0     | 95 o +  | 0     |
| 0     | 90 a 94 | 0     |
| 0     | 85 a 89 | 0     |
| 4     | 80 a 84 | 12    |
| 8     | 75 a 79 | 20    |
| 20    | 70 a 74 | 24    |
| 28    | 65 a 69 | 24    |
| 24    | 60 a 64 | 36    |
| 8     | 55 a 59 | 8     |
| 20    | 50 a 54 | 16    |
| 16    | 45 a 49 | 16    |
| 8     | 40 a 44 | 8     |
| 16    | 35 a 39 | 4     |
| 20    | 30 a 34 | 12    |
| 16    | 25 a 29 | 8     |
| 20    | 20 a 24 | 8     |
| 8     | 15 a 19 | 4     |
| 0     | 10 a 14 | 4     |
| 12    | 5 a 9   | 4     |
| 4     | 0 a 4   | 12    |

## Economia
El 2007 la població en edat de treballar era de 3.490 persones, 2.424 eren actives i 1.066 eren inactives. De les 2.424 persones actives 2.153 estaven ocupades (1.173 homes i 980 dones) i 271 estaven aturades (110 homes i 161 dones). De les 1.066 persones inactives 424 estaven jubilades, 258 estaven estudiant i 384 estaven classificades com a «altres inactius».

### Ingressos
El 2009 a Decize hi havia 2.879 unitats fiscals que integraven 5.683 persones, la mediana anual d'ingressos fiscals per persona era de 16.377 €.

### Activitats econòmiques
Dels 322 establiments que hi havia el 2007, 5 eren d'empreses extractives, 11 d'empreses alimentàries, 15 d'empreses de fabricació d'altres productes industrials, 15 d'empreses de construcció, 98 d'empreses de comerç i reparació d'automòbils, 10 d'empreses de transport, 24 d'empreses d'hostatgeria i restauració, 3 d'empreses d'informació i comunicació, 21 d'empreses financeres, 18 d'empreses immobiliàries, 34 d'empreses de serveis, 41 d'entitats de l'administració pública i 27 d'empreses classificades com a «altres activitats de serveis».
Dels 94 establiments de servei als particulars que hi havia el 2009, 1 era una oficina d'administració d'Hisenda pública, 1 oficina del servei públic d'ocupació, 1 gendarmeria, 1 oficina de correu, 10 oficines bancàries, 1 funerària, 9 tallers de reparació d'automòbils i de material agrícola, 1 taller d'inspecció tècnica de vehicles, 1 establiment de lloguer de cotxes, 4 autoescoles, 1 guixaire pintor, 2 fusteries, 7 lampisteries, 1 electricista, 1 empresa de construcció, 13 perruqueries, 2 veterinaris, 2 agències de treball temporal, 18 restaurants, 10 agències immobiliàries, 3 tintoreries i 4 salons de bellesa.
Dels 55 establiments comercials que hi havia el 2009, 1 era, 2 supermercats, 2 grans superfícies de material de bricolatge, 1 una gran superfície de material de bricolatge, 8 fleques, 5 carnisseries, 1 una botiga de congelats, 4 llibreries, 11 botigues de roba, 2 botigues d'equipament de la llar, 3 sabateries, 3 botigues d'electrodomèstics, 1 una botiga d'electrodomèstics, 2 botigues de material esportiu, 2 drogueries, 2 joieries i 5 floristeries.
L'any 2000 a Decize hi havia 38 explotacions agrícoles que ocupaven un total de 3.302 hectàrees.

## Equipaments sanitaris i escolars
El 2009 hi havia 1 hospital de tractaments de curta durada, 2 hospitals de tractaments de mitja durada (seguiment i rehabilitació), 1 un hospital de tractaments de llarga durada, 1 psiquiàtric, 1 centre d'urgències, 1 maternitat, 4 farmàcies i 3 ambulàncies.
El 2009 hi havia 1 escola maternal i 4 escoles elementals. A Decize hi havia 2 col·legis d'educació secundària i 1 liceu d'ensenyament general. Als col·legis d'educació secundària hi havia 581 alumnes i als liceus d'ensenyament general 520.
Decize disposava d'un centre de formació no universitària superior de formació sanitària.

## Fills il·lustres
- Maurice Genevoix (1890 - 1980) escriptor, Premi Goncourt de l'any 1925.

## Poblacions més properes
El següent diagrama mostra les poblacions més properes.